# Physoconops connectens
Physoconops connectens är en tvåvingeart som beskrevs av Camras 1955. Physoconops connectens ingår i släktet Physoconops och familjen stekelflugor. Inga underarter finns listade i Catalogue of Life.